# Klepp
Klepp é uma comuna da Noruega, com 115 km² de área e 14 313 habitantes (censo de 2004).         